# Filip Kuba

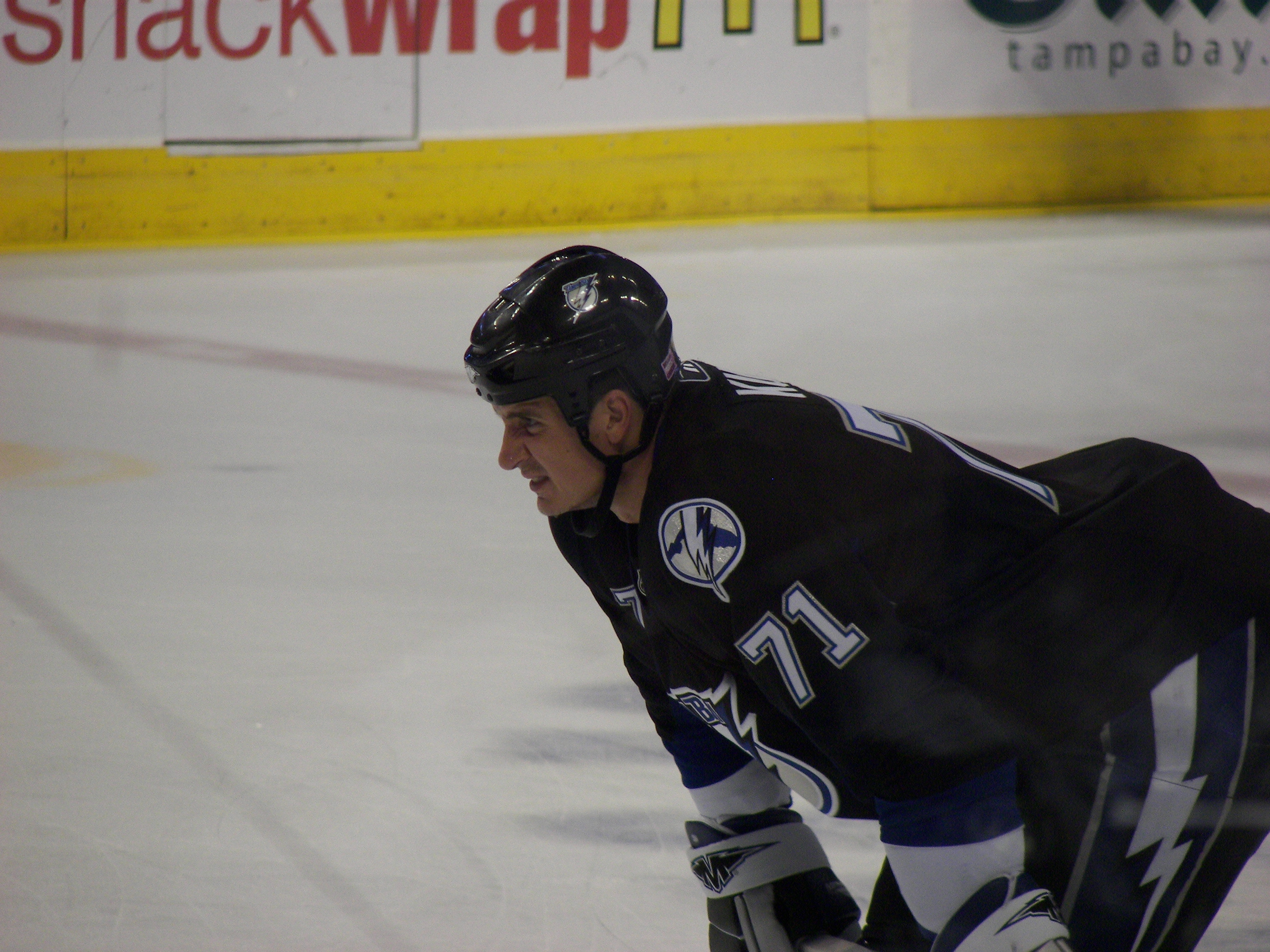
Kuba podczas meczu po stronie Tampa Bay Lightning.

Filip Kuba (ur. 29 grudnia 1976 r. w Ostrawie) – czeski hokeista.
Do sukcesów Kuby należą m.in. złoto podczas mistrzostw świata w hokeju na lodzie mężczyzn w 2001 roku. Kuba występował również w 2002 i 2008 i za obydwoma tymi razami zajął 5. miejsce.
Kuba zdobył również wraz z drużyną czeską brąz, podczas Zimowych Igrzysk Olimpijskich 2006 w Turynie. Występował również cztery lata później podczas Zimowych Igrzysk Olimpijskich 2010 w Vancouver, gdzie zajął 7. miejsce.

## Kluby według sezonów
Źródło:
- 1994-1995 - HC Vítkovice
- 1995-1996 - HC Vítkovice
- 1996-1997 - Carolina Monarchs
- 1997-1998 - New Haven Beast
- 1998-1999 - Florida Panthers, Kentucky Thoroughblades
- 1999-2000 - Florida Panthers, Houston Aeros
- 2000-2001 - Minnesota Wild
- 2001-2002 - Minnesota Wild
- 2002-2003 - Minnesota Wild
- 2003-2004 - Minnesota Wild
- 2005-2006 - Minnesota Wild
- 2006-2007 - Tampa Bay Lightning
- 2007-2008 - Tampa Bay Lightning
- 2008-2009 - Ottawa Senators
- 2009-2010 - Ottawa Senators
- 2010-2011 - Ottawa Senators
- 2011-2012 - Ottawa Senators
- 2012-2013 - HC Vítkovice, Florida Panthers[3]